# مارك وثار
مارك وثار (بالألمانية: Mark Lothar)‏ هو مؤلف موسيقى تصويرية ألماني، ولد في 23 مايو 1902 في برلين في ألمانيا، وتوفي في 6 أبريل 1985 في ميونخ في ألمانيا.

## وصلات خارجية
- مارك وثار على موقع IMDb (الإنجليزية)
- مارك وثار على موقع مونزينجر (الألمانية)
- مارك وثار على موقع ميوزك برينز (الإنجليزية)
- مارك وثار على موقع أول موفي (الإنجليزية)
- مارك وثار على موقع قاعدة بيانات الأفلام السويدية (السويدية)
- مارك وثار على موقع ديسكوغز (الإنجليزية)
- مارك وثار على موقع قاعدة بيانات الفيلم (الإنجليزية)
- مارك وثار على موقع كينوبويسك (الروسية)